# آلکیل‌دار شدن آمین
آلکیل‌دار (هالوژن زدایی آمینی) یک نوع واکنش آلی میان یک آلکیل هالید با آمونیاک یا یک آمین است. واکنش از نوعهسته دوستی آلیفاتیک نامیده می‌شود و محصول واکنش یک آمین دارای استخلاف (آلکیلی) بیشتر است. این روش به طور گسترده در آزمایشگاه مورد استفاده قرار می‌گیرد با این حال از لحاظ صنعتی کمتر مهم مورد توجه قرار دارد چرا که در صنعت آلکیل هالیدها به عنوان منبع آلکیل خیلی مورد استفاده واقع نمی‌شوند.
{\displaystyle {\ce {\underbrace {H-\!\!{\overset {\displaystyle R1 \atop |}{\underset {| \atop \displaystyle R2}{N}}}\!\!\!\!:} _{{primary\ or \atop secondary} \atop amine}}}+\underbrace {\ce {R3X}} _{{\text{halogeno-}} \atop {\text{alkane}}}{\ce {->}}\underbrace {\ce {:\!\!\!\!{\overset {\displaystyle R1 \atop |}{\underset {| \atop \displaystyle R2}{N}}}\!\!-R3}} _{\begin{matrix}{{{\text{alkyl-}} \atop {\text{substituted}}} \atop {\text{amine}}}\\{\ce {(secondary \atop or\ tertiary)}}\end{matrix}}+{\ce {\underbrace {HX} _{halogen \atop acid}}}}
وقتی که یک آمین نوع سوم، واکنش آلکیل‌دار شدن را انجام می‌دهد محصول واکنش یک نمک آمونیوم چهارتایی است و واکنش مورد نظر به نام واکنش منشاتکین شناخته می‌شود:
{\displaystyle {\ce {\underbrace {R3-\!\!{\overset {\displaystyle R1 \atop |}{\underset {| \atop \displaystyle R2}{N}}}\!\!\!\!:} _{tertiary \atop amine}}}+\underbrace {\ce {R4X}} _{{\text{halogeno-}} \atop {\text{alkane}}}{\ce {->\underbrace {\underbrace {R3-{\overset {\displaystyle R1 \atop |}{\underset {| \atop \displaystyle R2}{N+}}}\!\!-R4} _{{quaternay \atop ammonium} \atop cation}+\underbrace {X^{-}} _{halide \atop anion}} _{quaternay\ ammonium\ salt}}}}

## روشهای آلکیل‌دار کردن جایگزین
برای مصارف آزمایشگاهی N-آلکیل‌دار کردن اغلب یک واکنش غیر گزینشی محسوب می‌گردد. انواع مختلفی از روش‌های جایگزین توسعه داده شده‌اند از جمله واکنش دلپین که با استفاده از هگزامین انجام می‌پذیرد. سنتط گابریل شامل استفاده از یک معادل اکی والانی −NH2، تنها برای آلکیل هالیدهای نوع اول قابل استفاده است.